# Sungtseling
El Sungtseling o Sumtseling és un monestir a uns 8 km al nord de la ciutat de Shangri-La (Yunnan, Xina), des del 2001 nom oficial i fabulós de l'antiga Zhongdian, també coneguda amb el nom tibetà de Gyeltang. A la prefectura de Dêqên, un lloc particularment bell de la província xinesa de Yunnan. Està situat a 3.300 m d'altitud, a llevant de la Regió Autònoma del Tibet.
És el monestir de tradició tibetana més important de Yunnan. La construcció de Gandan Sungtseling va començar el 1679 i es va acabar al cap de dos anys. El lloc on es va aixecar fou triat en època del Gran Cinquè (el V dalai-lama, Ngawang Lobsang Guiamtso, 1617-82) amb mètodes endevinatoris. Com molts altres centres, hom l'anomena "Petit Potala".
Està format per dos temples principals: Zhakhang i Jikhang, amb diverses plantes i rematats per teulades daurades. Al seu costat s'aixequen temples secundaris, a més de les residències monacals i els serveis. La sala d'assemblees és molt àmplia i està presidida per una imatge del Gran Cinquè. A la part superior hi ha unes cambres reservades al dalai-lama. Té una ampli conjunt de peces artístiques, com ara imatges, thangkes, pintures murals, llibres, objectes litúrgics, que es van poder salvar dels efectes destructius de la Revolució Cultural.
Ara té uns 700 monjos. Pertany a l'orde gueluk, la dels birrets grocs, fundada per Tsongkhapa al monestir de Gandan, al Tibet. Anualment s'hi celebra el festival Gedong.

## Enllaços externs

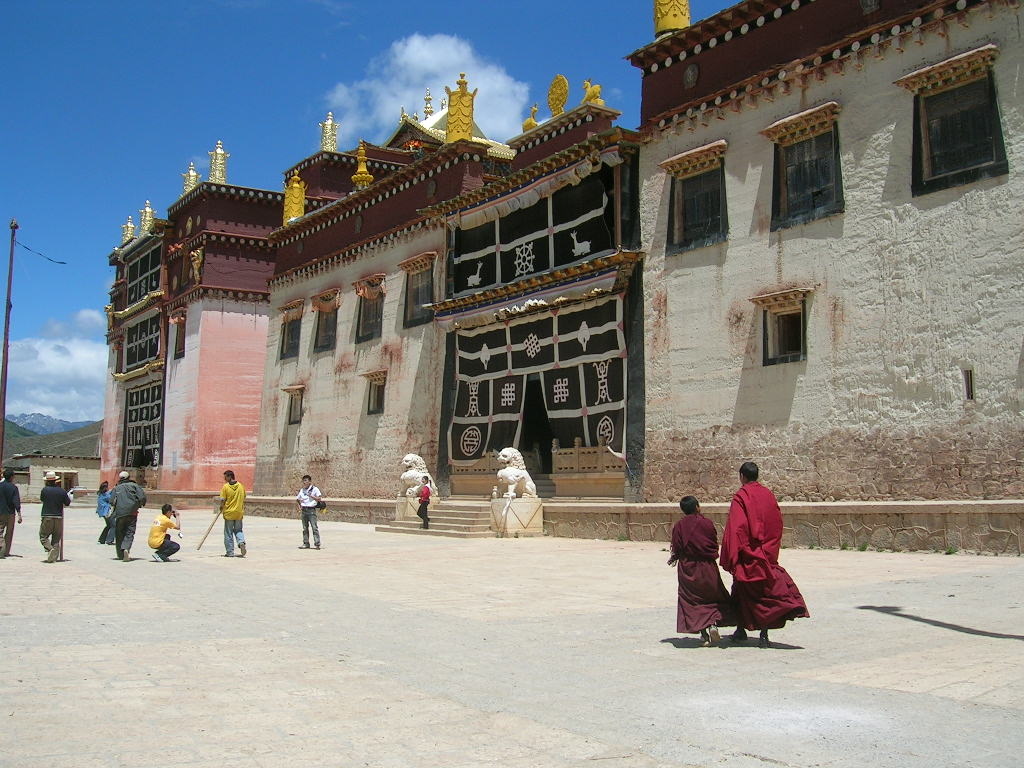
El monestir de Sungtseling
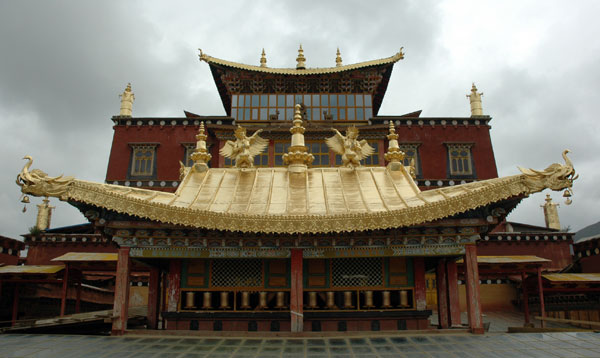
Teulada daurada.
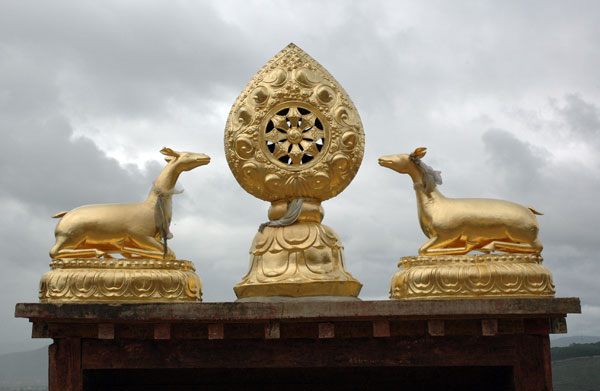
Detall decoratiu.
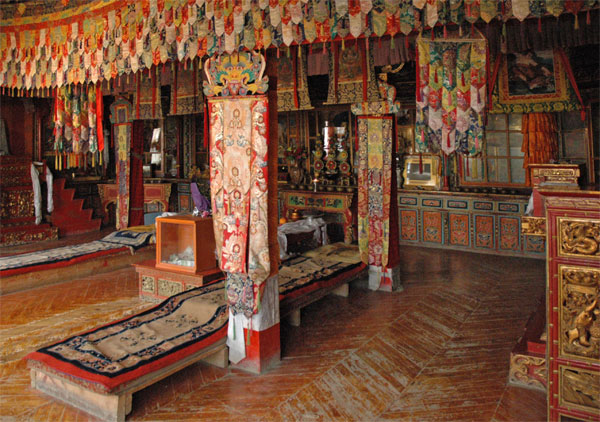
Detall interior.
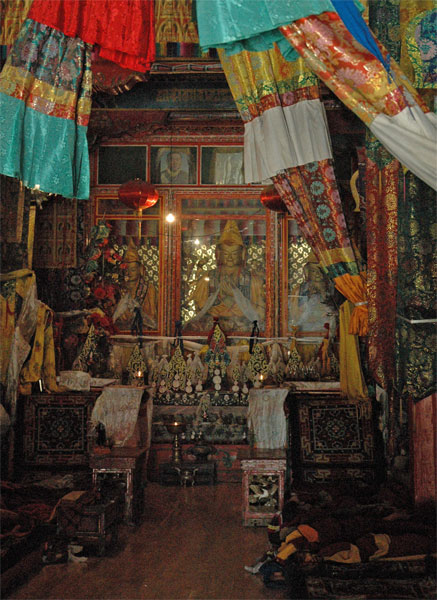
Imatge de Buda.